# Добронравов, Алексей Александрович
Алексей Александрович Добронравов (12 февраля 1899, Москва, Россия — 4 марта 1982) — советский актёр.

## Биография
Алексей родился 12 ноября 1899 в Москве в семье педагога. В 1917 году окончил 2-ю Московскую гимназию и поступил на историко-филологический факультет Московского университета , учёбу в котором с 1919 по 1922 годы прерывала служба в рядах РККА.
В 1919—1922 служил в Красной армии.
В 1924 окончил литературно-филологический факультет МГУ, в 1925 — школу Малого театра.
В 1925—1931 — актёр студии Малого театра, в 1931—1935 — Нового театра, в 1935-1937- Московский театр ии М. Н. Ермоловой , в 1937—1939 — Современного театра, в 1939—1942 —ЦДКЖ, в 1942—1945 — ЦОКС в городе Алма -Ата. В 1945—1948 — актёр Театра-студии киноактёра, в 1948—1959 — Киностудии имени М. Горького.
Умер 4 марта 1982, похоронен на Даниловском кладбище.

## Фильмография
- 1942 — Секретарь райкома — немецкий лейтенант
- 1943 — Она защищает Родину — мужчина на казни (нет в титрах)
- 1945 — Зигмунд Колосовский — Тадеуш Комлич, польский патриот
- 1947 — Поезд идёт на восток — проводник (нет в титрах)
- 1948 — Мичурин — гость (нет в титрах)
- 1949 — У них есть Родина — посетитель кафе (нет в титрах)
- 1951 — Сельский врач — Петр Алексеевич (нет в титрах)
- 1953 — Завтрак у предводителя (фильм-спектакль) — Герасим, камердинер
- 1954 — Опасные тропы — Геннадий Никифорович Зайцев, начальник почтового отделения
- 1955 — Судьба барабанщика — дворник
- 1957 — По путёвке Ленина —  Николай Ефремович
- 1957 — Неповторимая весна — Никодим Петрович, археолог
- 1957 — Звёздный мальчик — гонец из замка
- 1958 — Сегодня увольнения не будет… — доктор Кузьмин
- 1958 — Идиот — человек из свиты Рогожина
- 1959 — Потерянная фотография / Přátelé na moři (СССР, Чехословакия) — работник типографии (нет в титрах)
- 1959 — Однажды ночью — Сергей Иванович
- 1959 — Муму — дядя Хвост, буфетчик
- 1960 — Воскресение — камердинер Нехлюдова (нет в титрах)
- 1960 — Первое свидание — Николай Петрович Казаков, отец Мити
- 1960 — Испытательный срок — Дементий Емельянович Алтухин, сосед-понятой
- 1963 — Ты не один — вахтёр завода
- 1964 — Сокровища республики — Куроедов, таможенный инспектор
- 1964 — Обыкновенное чудо — Первый Министр
- 1965 — Ваш сын и брат — Захар Михайлович, вахтер в цирке (нет в титрах)
- 1967 — Пароль не нужен — генерал
- 1969 — Старый дом — князь
- 1973 — Семнадцать мгновений весны — сторож коттеджа Штирлица
- 1973 — Много шума из ничего — Антонио
- 1978 — Шествие золотых зверей — ювелир

## Озвучивания
- Большая зелёная долина | Didi mtsvane veli (Георгий, роль Ильи Бакакури) — 1967
- Как солдат от войска отстал | ლონდრე — 1966
- Янко | Yanco (Мексика) — Старик скрипач — 1961
- Нюрнбергский процесс | Judgment at Nuremberg (США). Вернер Лямпе (роль: Торбена Мейера) — 1961
- Стубленские липы |  Стубленските липи (Болгария); дед Мишон (роль Константина Кисимова) — 1960
- Один гектар неба |  Ettaro di cielo, Un (Италия, Франция) — 1958
- Новая история старого солдата (Китай) (Роль: старик Ван) — 1958
- Нет сильнее любви | Zesshô (Япония) — 1958
- Моряк сходит на берег | Das haut einen seemann doch nicht um (ФРГ) (роль: Нильсен) — 1958
- Человек с поезда | Man on the Train, The | Ο άνθρωπος του τραίνου (Греция) — 1957
- Фокус, пожалуйста! | Zaostřit, prosím! (Чехословакия) — 1956
- Поправьте фокус! | Zaostrit, prosím! (Чехословакия) — 1956
- Любовь актёра | Zangiku angiku monogatari — 1956
- Разведка за рекой | Du jiang zhen cha ji (Китай) (роль: Чэнь) — 1954
- Концерт |  Koncert (Югославия) полковник — 1954
- За четырнадцать жизней | Eletjel (Венгрия) Лакош — 1954
- Римские каникулы | Roman Holiday (США) посол — 1953
- Девушка из Бомбея |  तीन बत्ती चार रास (Индия) (роль: отец Шамы) — 1953
- Граф Монте-Кристо | C Comte de Monte-Cristo, Le (Италия, Франция). Господин Морель (роль Андре Брюно) — 1953
- Банковский билет в миллион фунтов стерлингов | Million Pound Note, The (Великобритания) — 1953
- Похищение | Únos (Чехословакия) — 1952
- Встанут новые бойцы |  Vstanou noví bojovníci (Чехословакия) — 1950
- Оливер Твист | Oliver Twist (Великобритания), Гримуиг (роль Фредерика Ллойда) − 1948